# Ligne de Debrecen à Létavértes par Sáránd
La Ligne de Debrecen à Létavértes par Sáránd ou ligne 107 est une ligne de chemin de fer de Hongrie. Elle relie Debrecen à Létavértes par Sáránd.